# エミリー・ロッダ
エミリー・ロッダ（Emily Rodda AC、1948年4月2日 - ）は、オーストラリア・シドニー生まれの児童文学作家、推理作家。推理作家としてはジェニファー・ロウ（Jennifer Rowe）の本名を用いる。シドニー大学で英文学を学び、出版社勤務などを経て、1984年、「とくべつなお気に入り」（Something Special）で作家デビュー。2019年、オーストラリア勲章(AC)を受賞。

## 来歴
1948年、オーストラリア・ニューサウスウェールズ州シドニーのノースショアで生まれる。1973年、シドニー大学で英文学の修士号を取得。大学卒業後は、オーストラリアの出版社兼書店チェーン Angus & Robertsonで勤務する。編集者として働くなかで、女性週刊誌 Australia Women's Weeklyの編集などに携わる。
結婚・出産を経て、当時7歳の長女に語り聞かせた物語をもとにした、「とくべつなお気に入り(原題 Something Special)」で作家デビュー。同作で1985年のCBCAオーストラリア最優秀児童図書賞を受賞するが、2作目「ふしぎの国のレイチェル」、3作目「秘密のメリーゴーランド」でもオーストラリア最優秀児童図書賞を受賞する。以後、2023年までで100冊以上の絵本や小説を発表し、オーストラリア最優秀児童図書賞を6度にわたって受賞している。
1989年からは、本名のジェニファー・ロウ名義で大人向けミステリー小説の執筆をはじめ、テレビシリーズ「Murder Call」の脚本も手がけた。
1994年に専業作家に転身。1995年、オーストラリアの児童文学を進歩させた人物に贈られるDromkeen Medalを受賞。2019年には、ウェスタンシドニー大学から名誉博士号を授与され、長年のオーストラリア文学への貢献によってオーストラリア勲章(AC)を受賞する。

## 人物
ペンネームのエミリー・ロッダは、ロッダの祖母の名。デビュー作を執筆した際、勤務先の Angus & Robertsonに原稿を送ったため、上司や同僚から率直な意見をもらえるようにペンネームを作った。
好きな本のジャンルは、ミステリー小説。
娘と双子の息子を含む、計4人の子どもを持ち、子どもや夫のエピソードに着想を得た作品も多くある。現在は夫とラブラドールの飼い犬とともに、シドニー近郊の世界遺産ブルーマウンテンズの森の中で暮らしている。

## 著作リスト
- 「とくべつなお気に入り」- Something Special
- 「ふしぎの国のレイチェル」 - Pigs Might Fly（米題：The Pigs Are Flying）
- 「秘密のメリーゴーランド」 - The Best-kept Secret
- 「テレビのむこうの謎の国」 - Finders Keepers
- 「謎の国からのSOS」 - The Timekeeper
- 「ボブとリリーといたずらエルフ」 - Bob the Builder and the Elves
- 「だれも知らない犬たちのおはなし」- Dog Tales
- 「彼の名はウォルター」-His Name Was Walter

### リンの谷のローワン（Rowan of Rin）
あすなろ書房で出版されている児童書。
- 「ローワンと魔法の地図」 - Rowan of Rin (1993)
- 「ローワンと黄金の谷の謎」 - Rowan and the Travelers (1996)
- ローワンと伝説の水晶」 - Rowan and the Keeper of the Crystal (1998)
- 「ローワンとゼバックの黒い影」 - Rowan and the Zebak (1999)
- 「ローワンと白い魔物」 - Rowan of the Bukshah (2003)

### デルトラ・クエスト（Deltora Quest）
岩崎書店で出版されている児童書。日本国内での売り上げは、シリーズ累計で470万部を突破している。2005年から2008年にかけてコミックボンボンで漫画が連載されており、また2007年にアニメ化された。

### ティーン・パワーをよろしく（Teen Power Inc.）
ヤングアダルト向けミステリーシリーズ。各巻で、中心となる登場人物が異なるオムニバス形式となっており、物語は、ほとんどがその話の中心となる人物の視点で進められる。なお、原語版では2006年に「The Raven Hill Mysteries」と改題された。
- 「誕生! ティーン・パワー株式会社」 - The Ghost of Raven Hill
- 「つかみやジャックと天才手品師」 - The Sorcerer's Apprentice
- 「消えたアイドル」 - The Disappearing TV Star
- 「猫の王国」 - Cry of the Cat
- 「甘い話にご用心!」 - Beware the Gingerbread House
- 「テルティス城の怪事件」 - Green for Danger
- 「ホラー作家の悪霊屋敷」 - Breaking Point
- 「危険なリゾート」 - The Secret of Banyan Bay
- 「犬のお世話は大変だ」 - The Bad Dog Mystery
- 「謎の脅迫状」 - Poison Pen
- 「百万長者を探せ！」 - The Missing Millionaire
- 「名画の秘密」 - Crime in the Picture

### フェアリー・レルム（Fairy Realm）
- 「金のブレスレット」 - The Charm Bracelet (1994)
- 「花の妖精」 - The Flower Fairies (1994)
- 「三つの願い」 - The Third Wish (1995)
- 「妖精のりんご」 - The Last Fairy-Apple Tree (1995)
- 「魔法のかぎ」 - The Magic Key (1995)
- 「夢の森のユニコーン」 - The Unicorn (1996)
- 「星のマント」 - The Star Cloak (2005)
- 「水の妖精」 - The Water Sprites (2005)
- 「空色の花」 - The Peskie Spell (2006)
- 「虹の杖」 - The Rainbow Wand (2006)

### ロンド国物語（Rondo trilogy）
- 「オルゴールの秘密」
- 「おとぎの森」
- 「ロンドの鍵」
- 「消えた魔法使い」
- 「危険な遊び」
- 「天空の城」
- 「崖の怪物」
- 「潮読みの洞窟」
- 「ロンドの戦い」

### チュウチュウ通りのゆかいななかまたち（Squeak Street）
- 「ゴインキョとチーズどろぼう―チュウチュウ通り1番地」
- 「クツカタッポと三つのねがいごと―チュウチュウ通り2番地」
- 「 フィーフィーのすてきな夏休み―チュウチュウ通り3番地」
- 「レインボーとふしぎな絵―チュウチュウ通り4番地」
- 「チャイブとしあわせのおかし―チュウチュウ通り5番地」
- 「クイックと魔法のスティック―チュウチュウ通り6番地」
- 「レトロと謎のボロ車 ―チュウチュウ通り7番地」
- 「マージともう一ぴきのマージ―チュウチュウ通り8番地」
- 「セーラと宝の地図―チュウチュウ通り9番地」
- 「スタンプに来た手紙―チュウチュウ通り10番地」

### 勇者ライと3つの扉（The Three Doors）
原題The Three Doors series。本作はデルトラクエストと関連している。
- 「金の扉」 - [4]The Golden Door[3]
- 「銀の扉」 - [4]The Silver Door[3]
- 「木の扉」 - [4]The Third Door[3]

### スター・オブ・デルトラ（Star of Deltora）
原題Star of Deltora series。
全4巻。「デルトラ・クエスト」シリーズに登場するデルトラ王国が舞台となっている。
2022年現在、シリーズ1巻のみ邦訳が刊行されている。
- 「〈影の大王〉が待つ海へ」 - Shadows of the Master
- Two Moons
- The Towers of Illica
- The Hungry Isle

### ジェニファー・ロウ名義

#### Verity Birdwood シリーズ
- 「不吉な休暇」 - Grim Pickings（現代教養文庫）

## 受賞歴

### オーストラリア最優秀児童図書賞
- 「とくべつなお気に入り」（Something Special）1985年
- 「ふしぎの国のレイチェル」（Pigs Might Fly）1986年
- 「秘密のメリーゴーランド」
- 「テレビのむこうの謎の国」
- 「ローワンと魔法の地図」1993年
- 「彼の名はウォルター」(His Name Was Walter) 2019年

### オーストラリア首相文学賞（Prime Minister's Literary Award）

#### 児童文学部門
- 「彼の名はウォルター」 2019年

### オーリアリス賞（Aurealis Awards）

#### Best Children's Novel
- The Wizard of Rondo　2008年

#### Peter McNamara Convenors' Award
- 「デルトラ・クエスト」シリーズ 2002年